# Animal Crossing: Happy Home Designer
Animal Crossing: Happy Home Designer (どうぶつの森：ハッピーホームデザイナー Dōbutsu no Mori: Happī Hōmu Dezainā?) es un videojuego de simulación de comunidad desarrollado y publicado por Nintendo para Nintendo 3DS. Se lanzó al mercado el 30 de julio de 2015 en Japón, el 25 de septiembre en América y el 2 de octubre en Europa. Se trata de un juego derivado de la serie Animal Crossing donde el jugador tiene que diseñar casas para varios personajes que son animales antropomórficos.

## Desarrollo
El 29 de octubre de 2013, Katsuya Eguchi, productor de la serie, dijo que aún estaban decidiendo que hacer para el próximo juego. El 1 de abril de 2015, Nintendo anunció durante una presentación de Nintendo Direct que el próximo juego de Animal Crossing, llamado Happy Home Designer, se lanzaría en exclusiva para Nintendo 3DS en 2015.

## Modo de juego
Una nueva característica que incluye Animal Crossing: Happy Home Designer con respecto a otros juegos de la serie, es la capacidad de diseñar las casa de los vecinos. Es el primer juego en utilizar la tecnología amiibo en forma de tarjeta, que saldrán a la venta junto con el juego.

A medida que avances en el juego se desbloquearán nuevos muebles que se podrán utilizar en las decoraciones o incluso para decorar restaurantes, colegios, hospitales, entre otros.